# Bogia
Borgia là một chi ốc biển, là động vật thân mềm chân bụng sống ở biển trong họ Lepetellidae.

## Các loài
Các loài trong chi Borgia gồm có:
- Bogia labronica (Bogi, 1984)[3]